# Moncayolle
Pour les articles homonymes, voir Moncayolle.
Moncayolle est une ancienne commune française du département des Basses-Pyrénées. Le 5 août 1842, la commune fusionne avec Larrory et Mendibieu pour former la nouvelle commune de Moncayolle-Larrory-Mendibieu.

## Géographie
Moncayolle fait partie de la Soule.

## Toponymie
Son nom basque est Mitikile.
Le toponyme Moncayolle apparaît sous les formes 
Moncoyole (1391, notaires de Navarrenx), 
Moncayole et Moncayola (1480, contrats d'Ohix) et 
Moncayole à nouveau en 1793 ou an II.

## Démographie
| 1793 | 1800 | 1806 | 1821 | 1831 | 1836 |
| ---- | ---- | ---- | ---- | ---- | ---- |
| 589  | 586  | 558  | 570  | 642  | 674  |

## Culture locale et patrimoine

### Patrimoine religieux
L'église Sainte-Engrâce date du XVIIe siècle et a été reprise et restaurée aux XVIIIe et XIXe siècles. Elle possède un clocher-mur dit "trinitaire" ou souletin c'est-à-dire que la crête du mur, percé de baies où tintent les cloches, s'y achèvent par trois grandes pointes à peu près d'égale hauteur, figurant la Trinité.

## Pour approfondir